# ゲタリンピック
ゲタリンピックとは、広島県福山市で毎年9月に松永地域の商店街活性化事業の一環として開催されていたイベント。生産量日本一である下駄とオリンピックを組み合わせた造語である。
2019年（令和元年）が最終開催となった。

## 概要
松永駅周辺で開催されていた。主催者はゲタリンピック実行委員会（福山商工会議所松永支所内）。
1993年（平成5年）に第0回として開催されたのが始まりである。松永商店連合会青年部が、松永地区の地元住民と近くにある福山大学の学生との交流を図るために企画した。以降毎年秋に開催されていた。開催日は一定しないが、第2回以降9月に催されるのが通例となっていた。
重さ1.3トンのゲタを引っ張る巨大ゲタさばり（さばりとは、「引っ張る」を意味する方言である。）を始めとする特産の下駄を使用した競技や、地域団体活動の発表ステージ、スポーツ大会などが行われた。
2019年（令和元年）の開催後、新型コロナウイルス禍と台風の影響で中止が続き、2023年（令和5年）9月に同年の開催中止が発表された。その後、人繰りや経費の問題もあり、2023年10月19日開催のゲタリンピック実行委員会で2024年以降の大会も開催しないことが決定され、その方針が11月10日に発表された。

## マスコットキャラクター
第3回（1996年）に松永出身のナガイ毅のデザインにより作成され、次の第4回に名前が公募され「カランくん」と決定した。